# 마이니치 신문

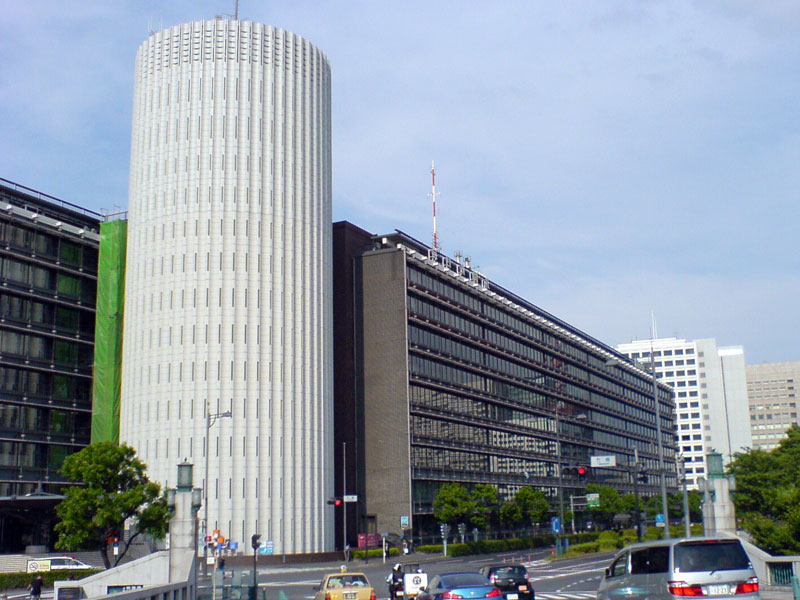
마이니치 신문 도쿄 본사 건물

마이니치 신문(일본어: 毎日新聞→매일신문, 문화어: 마이니찌신붕)은 일본의 신문으로, 아사히 신문과 함께 2강이라 불렸었으나 판촉경쟁에서 경영악화를 거쳐 지금은 일본의 3대 신문으로 마이니치, 아사히, 요미우리 신문을 꼽고 있다.
주식회사 마이니치 신문사가 발행하고 있으며, 발행부수는 약 192만부이다.
영문판인 Mainichi Daily News의 WaiWai 컬럼에 부적절하고 출처가 분명하지 않은 글을 게재하여 논란이 되었다. 2008년 6월 28일, 영문판과 일본어판 사이트에 해당 칼럼에 대한 사과문이 올라왔고, 해당 기자는 징계 처분을 받았다.(당시 사과문 전문) 해당 신문사의 한국 제휴 신문사는 조선일보이다.

## 연혁
- 1872년 '도쿄일일신문'(東京日日新聞)으로서 도쿄 아사쿠사의 일보사(日報社)에서 창간하였다.
- 1875년, 신문배달을 실시.
- 1882년, '일본입헌정당신문'(日本立憲政党新聞) 창간. 해당 신문은 1885년 '오사카일보'(大阪日報)로 제목을 바꾸며, 1888년에 다시 '오사카 마이니치신문'(大阪毎日新聞)으로 제목을 바꾸었다.
- 1911년에 오사카 마이니치신문이 일보사를 합병하였다.
- 1943년에 일본 동/서로 나뉘어 있던 신문을 통합, 제호를 '마이니치 신문'으로 한다.

## 지면, 논조
극우파에게는 좌파라 일컬어지나, 때때로 보수적인 면이 보이기도 한다. 이것은 예전부터 사내에 파벌이 있어 여러 가지 사상을 가진 기자가 혼재해 있기 때문으로 알려져 있다. 무리하게 논조를 통일하려 하지 않는 것은 다양한 견해를 게재할 수 있는 것이 플러스로 작용한다고 볼 수 있다. 마이너스적인 측면으로는 정치방침이나 정책에 대해 반대도 찬성도 아니고 어중간한 입장을 보이는 기사가 적지 않은 점이다. 사설 등은 1991년에 걸프 전쟁 때 자위대의 해외파견을 강하게 비판하며 헌법 개정에도 반대했으나 10년 사이에 방침이 크게 바뀌어 현재는 해외파병을 찬성하기도 한다. 한편으로 사회면, 석간특집면 등에서 반전평화적인 기사가 있는 페이지도 건재하다.
이런 양면성은 대중 매체에게는 '생명줄'이어야 할 표현의 자유에 관한 문제로도 보이며, 전국구 신문 중에서는 '청소년 보호'를 대의명분으로 삼은 표현규제에 가장 긍정적인 논조를 취하고 있으나 이런 자세는 지면심의위원회에서는 비판받고 있다.
기자컬럼 '기자의 눈'에서 보이다시피, 기자가 회사의 논조를 벗어나 자유롭게 주장하여 논쟁을 제기하는 경우도 많다. 그 탓에 지면 논조가 일치하지 않는다는 지적도 있으나 이것은 전국구 신문 중에서 가장 비교적 사내민주주의가 기능하고 있다는 예가 될 수 있다.
학계에서는 거의 부정되고 있는 '게임 뇌'(비디오 게임이 인간의 뇌에 악영향을 끼친다는 논문) 이론을 무조건적으로 칭찬하는 등(그러나 '선데이 마이니치'에서는 게임뇌 비판기사를 게재했다), 만화, 애니메이션, 게임 애호자로부터는 미움을 받는 경향이 강하다. 한편, 전국구 신문에서는 가장 게임 정보에 힘을 쓰고 있어서, 만화, 애니메이션, 게임 정보를 게재한 무료신문 '만땅 브로드'(まんたんブロード)를 발행하고 있기도 하다.

### 주목받았던 보도
신문계의 권위인 '신문협회상'을 전국구 신문으로서 최다수상하였다. 2000년도의 수상기사인 고고학회의 갓 핸드라 불렸던 후지무라 신이치(藤村新一)의 구석기 날조사건에 대한 특종은 교과서에도 기재되어 있는 일본에서 가장 오래된 유적인 상고삼 유적(上高森遺跡)이 존재하지 않았을 가능성을 제시하며 일본의 고고학계에 중대한 영향을 끼쳤다.

## 같이 보기
- 매일엄마
- 마이니치 영화 콩쿠르